# St. Armand
St. Armand – miasto w Stanach Zjednoczonych, w stanie Nowy Jork, w hrabstwie Essex.